# Surdolimpíadas de Verão de 1924
As Surdolimpíadas de Verão de 1924, oficialmente conhecidas como I Jogos Internacionais em Silêncio, foram realizadas em Paris, na França, entre 10 e 17 de agosto.

## Esportes
Sete esportes formaram o programa dos Jogos (entre parêntesis o número de eventos):
- Atletismo (17)
- Ciclismo (3)
- Saltos ornamentais (1)
- Futebol (1)
- Tiro (1)
- Natação (6)
- Tênis (2)

## Países participantes
Nove países participaram dos Jogos:
- Bélgica
- França
- Reino Unido
- Hungria
- Itália
- Letônia
- Países Baixos
- Polónia
- Roménia

## Quadro de medalhas
País sede destacado.
| Ordem | País          | Medalha de ouro | Medalha de prata | Medalha de bronze |    |
| 1     | França        | 22              | 18               | 12                | 51 |
| 2     | Países Baixos | 3               | 5                | 2                 | 10 |
| 3     | Grã-Bretanha  | 3               | 3                | 5                 | 11 |
| 4     | Itália        | 2               |                  |                   | 2  |
| 5     | Bélgica       | 1               | 4                | 13                | 18 |
| 6     | Polónia       |                 | 1                |                   | 1  |